# Menfi Feudo dei Fiori
Il Menfi Feudo dei Fiori  è un vino DOC istituito con decreto dell'1/09/97 pubblicato sulla gazzetta ufficiale del 12/09/97 n 213.
Si produce nei terreni dell'ex "Feudo dei Fiori" nel comune di Menfi, provincia di Agrigento.

## Vitigni con cui è consentito produrlo
- Inzolia e Chardonnay da soli o congiuntamente all'80%
- Altri vitigni a bacca bianca, non aromatici, raccomandati e/o autorizzati per la provincia di Agrigento da soli o congiuntamente fino ad un massimo del 20%

La resa per ettaro deve essere non superiore alle 10 t per lo Chardonnay ed alle 12 t per tutti gli altri vitigni.

## Caratteristiche organolettiche
- colore: giallo paglierino con sfumature verdi;
- profumo: fresco, delicatamente vinoso;
- sapore: secco, morbido, vivace, armonico, con buona persistenza titolo alcolometrico

## Produzione
Provincia, stagione, volume in ettolitri